# プレゼント騒動
『プレゼント騒動』（- そうどう、原題：Love Me, Love My Mouse）は「トムとジェリー」の短編作品の一つ。1966年製作。制作はチャック・ジョーンズ。

## 作品内容
白い雌ネコに恋焦がれるトムは、ジェリーをローストチキンの脚のごとく飾りつけ宝石箱に納めると、それを彼女にプレゼントする。
いそいそと受け取って箱を開ける彼女。しかし中から出てきたジェリーはわざとらしく怯えきった表情で雌ネコに擦り寄り、彼女の同情を誘い出す。雌ネコはそんなジェリーに母性本能が芽生えたのか愛情を注ぐようになる。かたや肝心のトムについては「ネズミをいじめた悪ネコ」と軽蔑せんばかりの目つきで睨み、トムがジェリーを食べたとわかれば問答無用で彼をボコボコにしジェリーを取り返すのだった。
こうして雌ネコから溢れんばかりの寵愛を受けるジェリーは、この待遇をいいことにわざとトムの口の中に飛び込んでから助けを求めるなどしてトムを陥れる。
ところが雌ネコは、ネコとしての本能から「食べちゃいたいほどかわいいジェリー」を本当に食べたくなってしまい…。
本作はトムが勝利する数少ない作品である。

## 登場キャラクター
トム
雌ネコに恋い焦がれており、彼女へジェリーをプレゼントする。しかし自身そっちのけでジェリーに愛情を注ぐ雌ネコに幾度となく制裁を受けてしまうがラストは雌ネコもジェリーを食べようと追いかける様子を見て、笑顔で二人の後を追い、ある意味、プレゼント作戦は成功となった。
ジェリー
トムによって雌ネコのプレゼントにされるが、哀れに思った雌ネコから可愛がられるようになる。また、偽装工作によって雌ネコにトムをコテンパンにさせるイタズラを働くずる賢さを見せるが、最後はその雌ネコに食べられそうになり一目散に逃げ出した。
雌ネコ
トムからプレゼントされたジェリーに一目惚れし、彼を溺愛する。普段はお淑やかだがジェリーをいじめようとするトムには容赦がなく、ジェリーの策略と知らず、トムがジェリーを食べたと思い込む度に彼を制裁する。最後はジェリーにキスした際、彼の味を気に入り、手のひらを返し、食べようと彼を追いかけ回した。

## 日本でのテレビ放映
1980年頃、日本テレビ系「木曜スペシャル・おかしなおかしな トムとジェリー 大行進」の枠内で放映され、その後も再放送された。DVDにも収録。